# Massimo Bitonci
Massimo Bitonci, né le 24 juin 1965 à Padoue, est une personnalité politique italienne, membre de la Ligue du Nord.

## Biographie
Massimo Bitonci est élu maire de Cittadella en 2002 et réélu en 2007.
Le 19 mars 2013, il est élu président du groupe parlementaire au Sénat italien de la Ligue du Nord et autonomies (16 sénateurs). Le 8 juin 2014, il est élu maire de Padoue au second tour avec 53,5 % des voix. Son conseil municipal démissionne le 12 novembre 2016, notamment en raison de divergences au sein de la majorité de droite, ce qui entraîne sa démission et son remplacement par un administrateur provisoire en attendant les élections à organiser.

## Vie privée
Bitonci a trois enfants, dont la joueuse de rugby Alia Bitonci et un fils avec Marica Fantuz né le 21 mai 2020